# 地獄の辞典
『地獄の辞典』（じごくのじてん、仏：Dictionnaire infernal）は、フランスの文筆家コラン・ド・プランシーによって書かれた悪魔、オカルト、占い、迷信、俗信、およびそれらに関連した人物のエピソードなどを集めた辞書形式の書籍。1818年に初版が発行された。
『地獄の辞典』という題名ではあるが、副題としてrépertoire universel des êtres, des personnages, des livres, des faits et des choses qui tiennent aux esprits, aux démons, aux sorciers, au commerce de l'enfer, aux divinations, aux maléfices, à la cabale et aux autres sciences occultes, aux prodiges, aux impostures, aux superstitions diverses et aux pronostics, aux faits actuels du spiritisme, et généralement à toutes les fausses croyances merveilleuses, surprenantes, mystérieuses et surnaturelles（日本語訳：『精霊、魔神、魔法使い、地獄との交渉、占い、呪い、カバラその他の神秘学、奇蹟、イカサマ、種々の迷信、予兆、降霊術の事蹟、および概括すればあらゆる奇蹟的・驚異的・神秘的・超自然的な誤った信仰に関する存在・人物・書物・事象・事物の普遍的総覧』）という非常に長いものが付けられており、地獄についてのみならず世に伝わる俗信や伝承を幅広く取り扱っている。 

## 作品解説

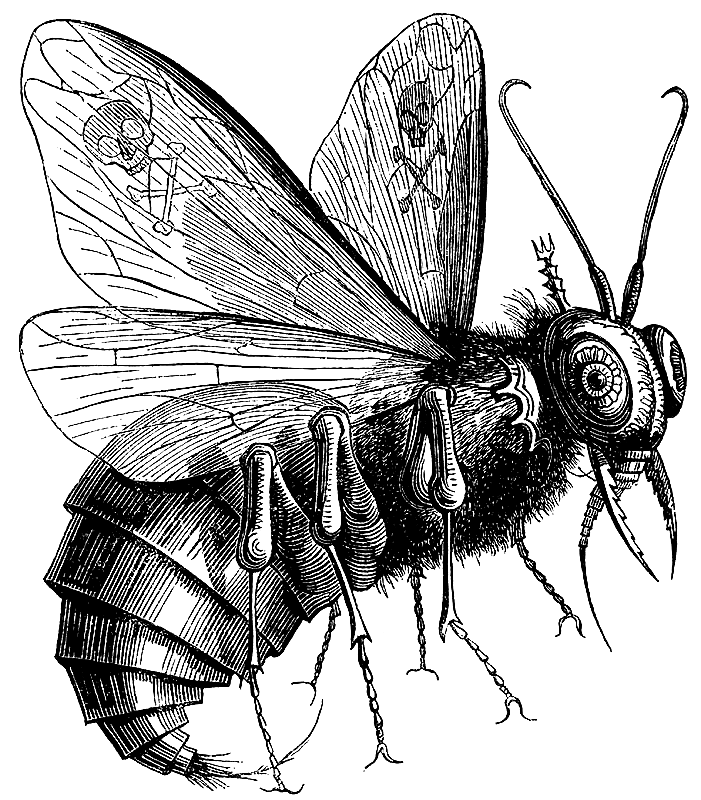
ルイ・ル・ブルトンによるベルゼビュートの挿絵

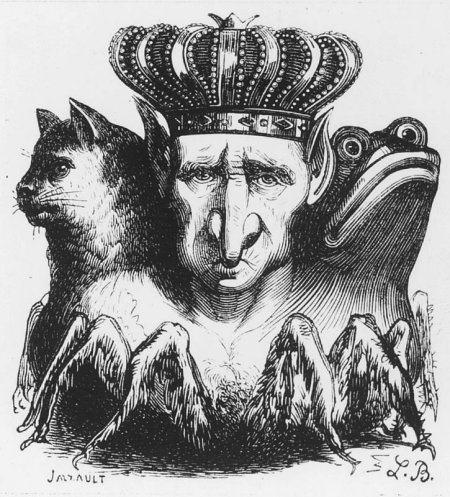
ルイ・ル・ブルトンによるバエルの挿絵

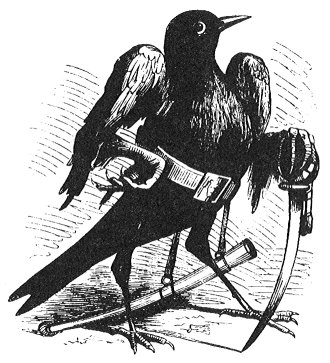
ルイ・ル・ブルトンによるカイムの挿絵

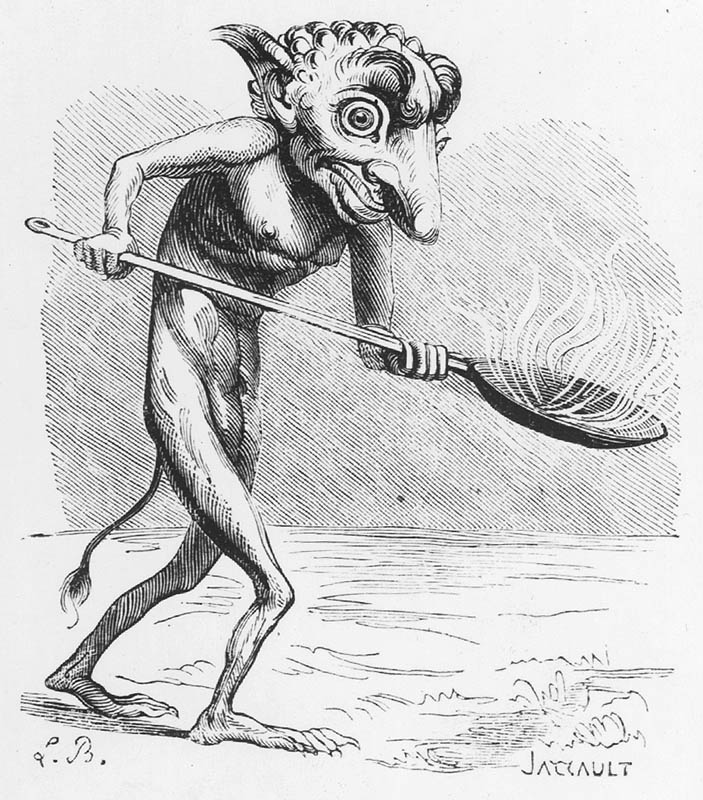
ルイ・ル・ブルトンによるウコバクの挿絵

『地獄の辞典』は、1818年、プランシーが20代のときに発表した作品であり、以後何度も版を重ねたプランシーの代表作かつ成功作である。悪魔学・迷信および占い・人物を3本柱として構成されており、辞書形式で多数の項目が記載されている。項目数は、1863年に発行された第6版では3799項目に至っている。
悪魔学に関しては、ヨーハン・ヴァイヤーの『悪魔の偽王国』や『大奥義書』・『真正奥義書』のようなグリモワールに記されているヨーロッパに伝わる悪魔のみならず、世界各地の精霊、悪魔、魔神、妖精、伝承などを紹介している。その情報収集範囲はロシア、インド、果ては中国や日本、アメリカ大陸にまで及び、レーシー、ガルダ、カーリー、日本の狐などが紹介されている。迷信および占いに関してはとりわけ記述量が多く、世界各地の迷信および占いを紹介している。日本の熊野牛王、山伏、天狗なども紹介されている。占いに関しては、手相、人相、占星術などの記述に多くの紙面が割かれている。人物に関しては、悪魔学者、宗教関係者の紹介だけでなく、著名人物が悪魔と関わった逸話などが多数収録されている。また、キフハウゼンの古城の地下で眠り続けるフレデリック・バルブルースなど、歴史上の人物に関わる民間伝承も収録されている。
1818年の初版当時、プランシーは反教権主義に属しており、『地獄の辞典』の初版および第2版ではカトリック教会に対する過激な記述も含まれていた。プランシーは後にカトリックに改宗し、『地獄の辞典』もカトリック教徒の立場から記述を修正して1844年に第3版として出版を行った。例えば、「異端審問」の項ではプランシー自ら「本書の先の二つの版では、筆者の若気のいたりからこの重大なテーマに、（中略）でたらめを並べたててしまった。」という記述を追加している。プランシーは1844年の第3版から1863年の第6版に至るまで『地獄の辞典』に対して計4回の改訂を行っているが、教会向けに記述を修正するだけではなく、項目の増補も行っている。第6版では800項目を増補し、550の挿絵の追加を行った。

## 評価
多数の項目を収録しているが、個々の項目の信憑性に関しては、かなりの誤りを含むと考えられている。プランシーに悪魔学や魔術に関する知識が欠けている、文献から収集した情報を脚色してまったく異なった考えに当てはめているという指摘もある。しかし、ヨーロッパのみならず世界各地の伝承などを収集し項目化したことにより、当時としては驚くべき情報量を持った書籍を作成したと評価する意見もある。プランシー自身も、多彩な記事を1つの書籍にまとめたことの有用性を自己評価している。
『地獄の辞典』初版当初は反教権的作品を手がけたことによって司法に追及されたこともあったプランシーだが、カトリックに改宗して後に改定を行った『地獄の辞典』はミーニュ（en:Jacques Paul Migne）の『神学百科』に収められるという栄誉も得ている。

## 影響
『地獄の辞典』は格別の影響力を持っていたわけではないが、19世紀の怪奇趣味の流行に乗って人気を博し、同時代人のヴィクトル・ユーゴーの作品『ノートルダム・ド・パリ』などに影響を与えたといわれている。
第6版で追加されたルイ・ル・ブルトンによる一部擬人化された悪魔の挿絵は、後代の悪魔学における悪魔のイメージに大きな影響を与えた。これらの挿絵は、後に印刷されたグリモワール『レメゲトン』のいくつかの版でも使用されている。羽に髑髏が描かれた巨大なハエの姿のベルゼビュート（ベルゼブブ）は、影響力の典型とされる。また、ウコバクのように他の文献で知られていない悪魔が、印象深い挿絵のために広く名が知られるようになったりもしている。